# Rhene biembolusa
Rhene biembolusa är en spindelart som beskrevs av Song D., Chai I. 1991. Rhene biembolusa ingår i släktet Rhene och familjen hoppspindlar. Inga underarter finns listade i Catalogue of Life.